# Jan Frederik Schouten
Jan Frederik Schouten, né à Rotterdam le 29 mai 1910 et mort à Eindhoven le 12 août 1980, est un physicien néerlandais. Il a été professeur à l'université de technologie d'Eindhoven et est connu pour ses contributions à la biophysique.

## Biographie
Jan Frederik Schouten est le fils de Jan Arnoldus Schouten. Il a obtenu son doctorat de physique en 1937 à l'université d'Utrecht. Sa thèse porte sur la vision et il était sous la supervision de Leonard Ornstein.
Après son diplôme, Schouten commence à travailler dans les laboratoires de Philips. Il devient directeur de la section téléphone du groupe, dans laquelle il cherche des méthodes efficaces pour transmettre le signal de parole. Pendant la Seconde Guerre mondiale, il découvre que la numérisation du signal ouvrirait de nombreuses possibilités. Cette même réflexion a été menée à la même époque de façon indépendante aux États-Unis par les laboratoires Bell. Elle annonce l'ère du numérique pour le traitement de la parole. Après un passage par la production, Schouten revient à la recherche scientifique. Avec le soutien de Hendrik Casimir, il fonte l'Instituut voor Perceptie Onderzoek (Institut pour la perception de la recherche) à l'université de technologie d'Eindhoven. De 1958 à 1978, il est professeur à l'université de technologie d'Eindhoven. Il décède en 1980 à Eindhoven.
Schouten a été nommé membre de l'Académie royale néerlandaise des arts et des sciences en 1961. L'université de technologie d'Eindhoven lui a rendu hommage en créant la J.F. Schouten School for User System Interaction, institut de recherche dédié aux interfaces homme-machine.

## Recherches enpsychoacoustique
Jan Frederik Schouten a été un des premiers à montrer que la théorie de Helmholtz pour expliquer la perception de la hauteur, basée sur la décomposition fréquentielle, était incorrecte. En 1940, il développe la théorie des résidus (residue theory) et montre l'importance de l'analyse temporelle du signal haute-fréquence dans la détection de la hauteur,.